# Half-Life 2: Episode One
Half-Life 2: Episode One is de eerste episode uit een serie van drie die samen het vervolg op Half-Life 2 vormen. De game-industrie als geheel is al jaren van plan om games in episodeformaat (episodic content) uit te brengen, en de Source engine samen met het Steam platform van Valve Software maken dit nu mogelijk.
Half-Life 2 Episode One is een stand-alone product. Men hoeft dus niet in het bezit te zijn van Half-Life 2 om het te kunnen spelen.

## Episodic Content
Episode One is 18 maanden na de release van Half Life 2 uitgebracht, wat meteen een van de voordelen van episodic content illustreert: spelers hoeven niet meer lang te wachten op het vervolg van het verhaal. Ter contrast: De ontwikkeling van Half Life 2 duurde 6 jaar.
Episode Two, het vervolg op Episode One, zou uitkomen eind 2006. Dit is inmiddels veranderd in de herfst van 2007. Spelers krijgen zo periodiek de beschikking over een nieuw gedeelte van het verhaal. De korte ontwikkeltijd heeft echter tot gevolg dat men aanzienlijk minder gameplay krijgt, in dit geval gemiddeld 4 tot 5 uur speelplezier per episode.

## Het Verhaal
Episode One gaat verder op de exacte seconde waar Half Life 2 is opgehouden: het exploderen van de Citadel. Tijdens de explosie lijkt de tijd ineens stil te staan en Alyx Vance wordt meegenomen door een aantal Vortigaunts. De G-Man komt vastberaden tevoorschijn, maar hij wordt tegengehouden door de Vortigaunts en kan niets doen.
Dan wordt ook Gordon Freeman door Vortigaunts meegenomen.
Gordon (de speler), wordt vervolgens wakker onder een hoop puin en wordt gevonden door Dog, de robot van Alyx. Vervolgens begint de actie. De Citadel staat namelijk op het punt te exploderen, wat geheel City 17 zou verwoesten. Gordon en Alyx moeten eerst de situatie in de Citadel zien te stabiliseren zodat er daarna genoeg tijd is om uit City 17 weg te komen.
Dit alles heeft nogal wat voeten in aarde en gaat zeker niet zonder slag of stoot. Uiteindelijk weten Gordon en Alyx toch op een trein uit de stad te komen, nog net voordat de Citadel spectaculair tenonder gaat.
Episode One speelt zich op dezelfde locatie als Half Life 2 en bevat geen nieuwe wapens, en slechts één nieuwe vijand (de Zombine, een Combine soldaat die dankzij een headcrab een zombie is geworden). Hier lijkt verandering in te komen met Episode Two. Zoals eerder al gezegd wordt City 17 aan het eind van Episode One volledig verwoest. De trailer van Episode Two laat nieuwe, bosrijke omgevingen zien en nieuwe, vreemde vijanden.
Het lijkt er dan ook op dat Episode One bedoeld is om het City 17 hoofdstuk definitief af te sluiten en daarmee ook het regime van de Combine. In Episode Two zal naar alle waarschijnlijkheid het verzet tegen de Combine echt op gang komen.

## Het product
Episode One is te downloaden via Steam of aan te schaffen op Dvd. Naast Episode One krijgt de speler ook Half Life 2 Deathmatch en Half Life Source Deathmatch op de DVD bijgeleverd. Tevens krijgt de speler na het activeren van het product op Steam de mogelijkheid om nog een aantal zaken gratis te downloaden, waaronder Half Life 2 Lost Coast.
Tevens heeft de speler de mogelijkheid om in het spel commentaar van de ontwikkelaars te beluisteren. Wanneer het commentaar is ingeschakeld zijn op bepaalde plekken in het spel tekstballonnen te vinden die geactiveerd kunnen worden. Er worden dan allerlei zaken omtrent het ontwerp en de verhaallijn verduidelijkt.